# Sośno (gmina)
Sośno (daw. gmina Wielowicz) – gmina wiejska w Polsce położona w województwie kujawsko-pomorskim, w powiecie sępoleńskim. W latach 1975–1998 gmina administracyjnie należała do województwa bydgoskiego.
Siedzibą gminy jest Sośno.
Według danych z 30 czerwca 2004 gminę zamieszkiwało 5105 osób.

## Struktura powierzchni
Według danych z roku 2002 gmina Sośno ma obszar 162,76 km², w tym:
- użytki rolne: 75%
- użytki leśne: 15%

Gmina stanowi 20,58% powierzchni powiatu.

## Demografia

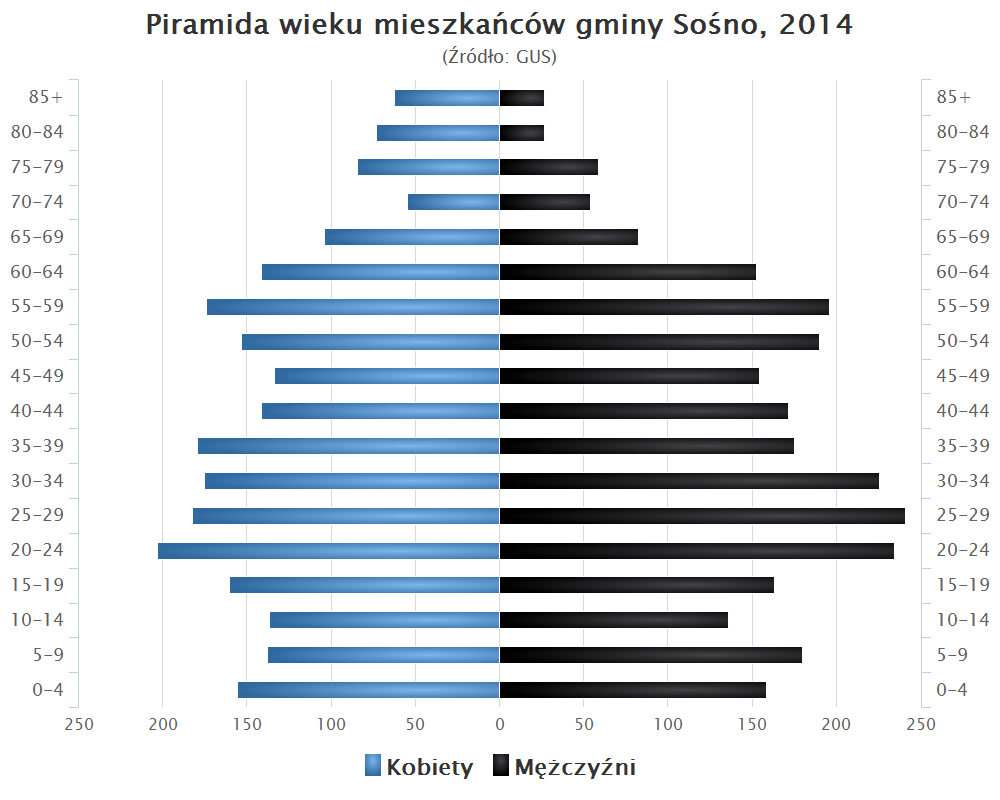
Piramida wieku mieszkańców gminy Sośno w 2014 roku

Dane z 30 czerwca 2004:
| Opis                              | Ogółem | Ogółem | Kobiety | Kobiety | Mężczyźni | Mężczyźni |
| --------------------------------- | ------ | ------ | ------- | ------- | --------- | --------- |
| jednostka                         | osób   | %      | osób    | %       | osób      | %         |
| populacja                         | 5105   | 100    | 2515    | 49,3    | 2590      | 50,7      |
| gęstość zaludnienia (mieszk./km²) | 31,4   | 31,4   | 15,5    | 15,5    | 15,9      | 15,9      |

## Ochrona przyrody
Na terenie gminy znajduje się rezerwat przyrody Wąwelno chroniący las liściasty z okazami buków, dębów, jesionów i jarzębów brekinii.

## Zabytki

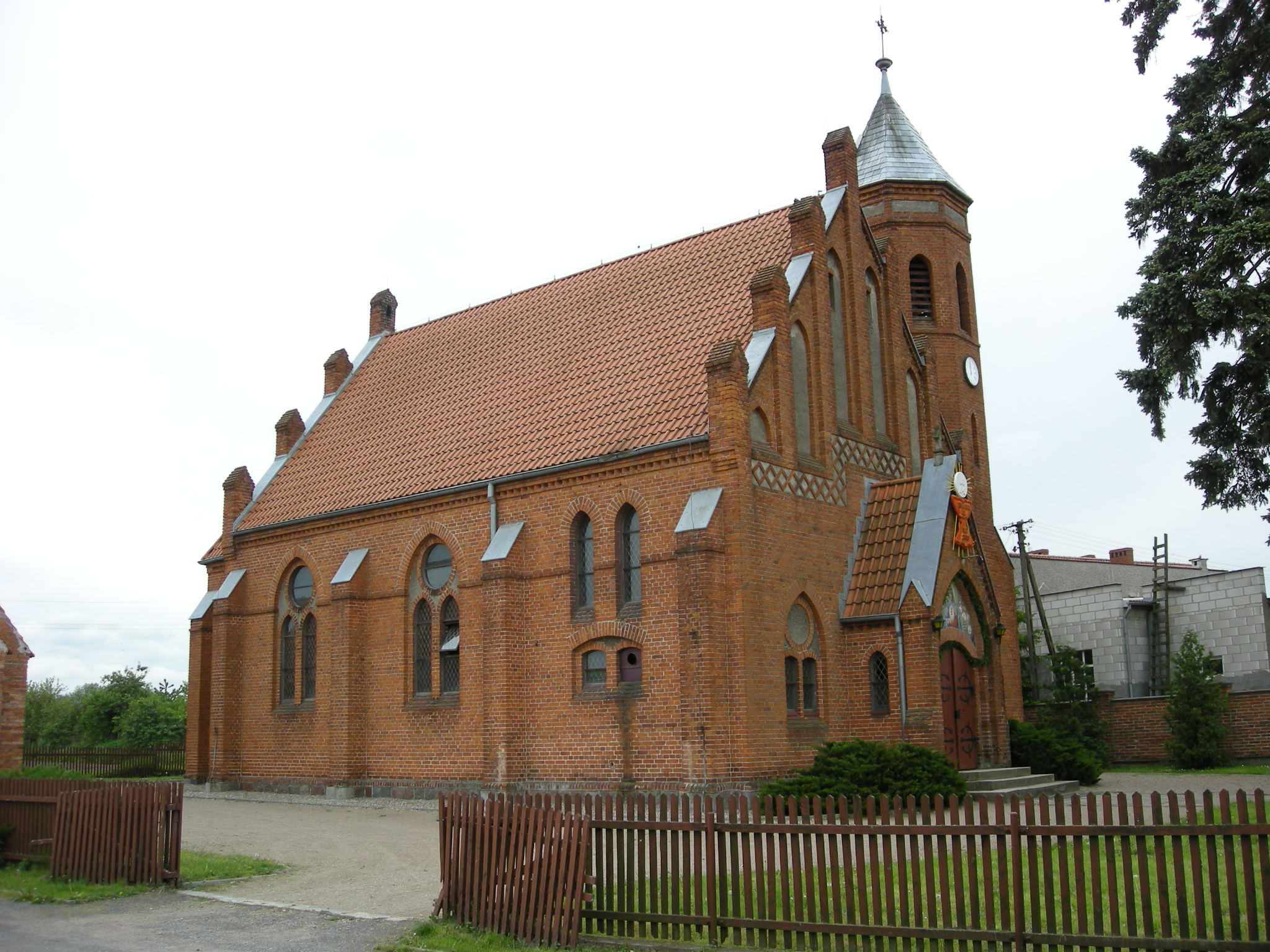
Kościół w Sośnie.

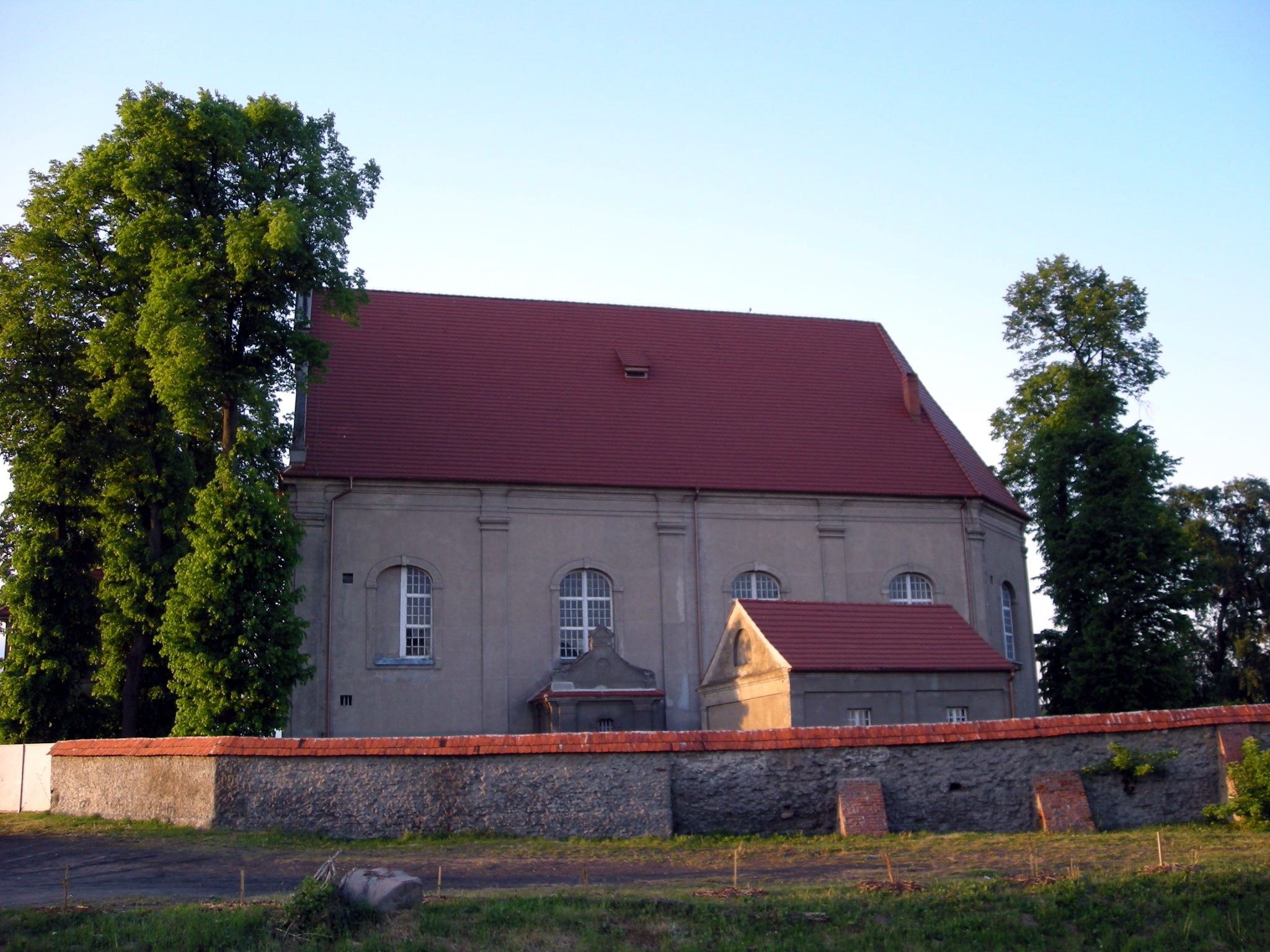
Kościół w Wąwelnie.

Wykaz zarejestrowanych zabytków nieruchomych na terenie gminy:
- zespół dworski w Dziednie, obejmujący: dwór z ok. 1860; drewnianą stodołę z 1926; dwie obory z XIX w.; trzy chlewnie z XIX w., nr A/221/1-7 z 05.06.1987 roku
- zespół dworski w Przepałkowie, obejmujący: dwór z 1870; park z końca XIX w., nr 133/A z 16.06.1985 roku
- zespół dworski w Rogalinie, obejmujący: dwór z 1921; park z końca XIX w., nr 138/A z 30.01.1985 roku
- kościół ewangelicki, obecnie rzymsko-katatolicki parafii pod wezwaniem św. Józefa z 1898 roku w Sitnie, nr A/1273 z 20.03.2007 roku
- kościół ewangelicki, obecnie rzymskokatolicki parafii pod wezwaniem Niepokalanego Serca Maryi z lat 1897-1902 w Sośnie, nr A/35 z 29.05.2001 roku
- barokowy kościół parafii pod wezwaniem św. Marii Magdaleny z lat 1758-1767 w Wąwelnie, nr A/806 z 14.03.1933 roku
- zespół pałacowy z końca XIX w. w Wąwelnie, obejmujący: pałac z 1888; park, nr A/213/1-2 z 05.06.1987 roku.

Inne niezarejestrowane zabytki:
- Sośno - kapliczka ok. 1900 r., wiadukt kolejowy ok. 1908 r.,
- Ostrówek – dwór zbudowany około 1890 roku, bogata dekoracja architektoniczna, nawiązania do klasycyzmu i renesansu niderlandzkiego
- Tuszkowo – Dwór zbudowany w 1852 roku. We wschodniej części znajduje się mocno zdewastowany cmentarz rodzinny Pampe (właścicieli od XIX wieku majątku Tuszkowo)
- Wielowicz – kościół szachulcowy z przełomu XVIII i XIX wieku

## Sołectwa
Dębiny, Dziedno, Jaszkowo, Mierucin, Obodowo, Olszewka, Przepałkowo, Rogalin, Roztoki, Sitno, Skoraczewo, Sośno, Sośno-Zielonka, Szynwałd, Tonin, Toninek, Tuszkowo, Wąwelno, Wielowicz, Wielowiczek.

## Pozostałe miejscowości
Borówki, Ciosek, Dębowiec, Leśniczówka Świdwie, Leśniewice, Ostrówek, Płosków, Pod Lasem, Skoraczewiec, Skoraczewko.

## Sąsiednie gminy
Gostycyn, Koronowo, Mrocza, Sępólno Krajeńskie, Sicienko, Więcbork